# 平濑织纹螺
平濑织纹螺（学名：Zeuxis hirasei），是新腹足目织纹螺科Zeuxis属的一种。主要分布于越南、台湾，常栖息在深海。